# L'Hospitalet-du-Larzac

L'Hospitalet-du-Larzac este o comună în departamentul Aveyron din sudul Franței. În 1 ianuarie 2022 avea o populație de 344 de locuitori.